# منظمة الحركة الاجتماعية
في نظرية الحركة الاجتماعية، يعني مصطلح منظمة الحركة الاجتماعية (بالإنجليزية: Social movement organization)‏ -الذي عادةً ما يعرف في الأدب الأكاديمي بمنظمة حركة اجتماعية أو بالاختصار(SMO)- بأنه أحد مكونات حركة اجتماعية. تعد منظمة الحركة الاجتماعية، عادة، جزءًا فقط من حركة اجتماعية معينة أو بعبارة أخرى الحركة الاجتماعية عادةً ما تتألف من عدة منظمات الحركة الاجتماعية، بحيث تشارك عدة منظمات رسمية أهداف الحركة الاجتماعية. تمتلك منظمات الحركة الاجتماعية عمومًا أدوار مساعدة في الحركات الاجتماعية، لكنها لا توظف أو تدير معظم المساهمين والذين هم جزء من حركات اجتماعية أوسع. تنفذ منظمات الحركة الاجتماعية المهام الضرورية لكي تستمر وتثمر أي حركة اجتماعية.
على سبيل المثال، حركة الحقوق المدنية (حركة اجتماعية) مؤلفة من عدة منظمات الحركة الاجتماعية مثل اللجنة التنسيقية للطلاب ضد العنف (Student Nonviolent Coordinating Committee ( SNCC)) أو مجلس المساواة العرقية (Congress of Racial Equality(CORE)). كما أن منظمة بشر من أجل معاملة أخلاقية للحيوان (People for the Ethical Treatment of Animals(PETA))هي منظمة الحركة الاجتماعية تدعو لنمط حياة نباتي بين أهدافٍ أُخرى، لكنها ليست المنظمة الوحيدة التي تدعو لمثل هذا النمط من الحياة؛ حيث توجد مجموعة كبيرة من المنظمات التي تُناصر هذه الغاية بنشاط. ومن ثم؛ فإن الحركة الاجتماعية هي التي تَدفع المنظمات تجاه النباتية (مجهود يصحبه العديد من الدوافع). بالمثل، حركة بيتا ((PETA هي الحركة الوحيدة والفريدة، من منظمات المجتمع المدني، التي تعمل ضمن الحركة الاجتماعية الأوسع. تُشكل حركة السلام (peace movement) من مجموعات كثيرة من المنظمات المريدة للسلام، بحيث صنفت هذه المنظمات كمنظمات مجتمع مدني مثل: (SANE/FREEZE) و منظمة مجاراة السلام (Fellowship of Reconciliation) وغيرها. منظمة كو كلوكس كلان(Ku Klux Klan) جزء من حركة تنادي بسيادة العرق الأبيض. يعمل تنظيم القاعدة ككيان مُساعد لعدد كبير من شبكة منظمات وأفراد معادين للأمريكان؛ بالتالي قد يكون الأفراد مثل آخر يندرج تحت مُسمى منظمة الحركة الاجتماعية.
المنظمات المُكافِئة لحركة اجتماعية مُعينة أو مجموعة المنظمات التي تُركز على مجال مُحدد تعرف بـمجال الحركة الاجتماعية (Social Movement Industry (SMI)). مجال الحركة الاجتماعية يعد شبيها بالحركات لاجتماعية بشكل عام لكن يبدو انه يمتلك هياكل وتشكيلات أكثر. كما أن مجال الحركة الاجتماعية يمكن دمجها في قطاع حركة اجتماعية واحدة داخل المجتمع.
أُدخل مُصطلح منظمة مجتمع خلال عمل ماير ناثان زالد (Mayer N. Zald) وروبرتا آش (Roberta Ash) وهو منظمات الحركة الاجتماعية: النمو والانحدار والتغيير (Social Movement Organizations: Growth, Decay and Change).